# 立太子の礼
立太子の礼（りったいしのれい、旧字体：立太子ノ禮）または立太子礼（りったいしれい）は、天皇が日本の皇太子であることを内外に宣明する国事行為たる一連の儀式で、皇室儀礼の一つ。
なお、2019年（令和元年）5月1日に皇嗣となった秋篠宮文仁親王は、これに相当する儀式として「立皇嗣の礼」（りっこうしのれい）を2020年（令和2年）に挙行した。

## 概要
少なくとも奈良時代には、天皇の詔（みことのり）によって皇太子が指名されていた。平安時代前期の『貞観儀式』にて「立皇太子儀」（りっこうたいしぎ）として定められ、確立された。10世紀の醍醐天皇からは、壷切御剣（つぼきりのぎょけん/みつるぎ）が皇太子の証として伝承されるようになった。かつては天皇が複数の候補者の中から、自身の次期後継者となる皇太子を決定していたため、「立太子の礼」を挙行して皇太子を正式に決定すること（立太子）は極めて重要な意義を有していた。
しかし、南北朝時代の崇光天皇（北朝）から江戸時代の後西天皇までの300年余り途絶え、復興されたものの、すでに立太子に先立って儲君治定（後継者指名）が行われるため、立太子の礼の後継者指名としての意味合いは低下していた。さらに明治時代以降は、皇室典範（旧法、改正後現法）制定により、同法で規定された皇位継承順位に従って皇太子が決定されるため、立太子の礼は完全に儀礼的な行事となった。
明治以降の近代・現代において、立太子の礼が行われたのは、以下の4例である。
- 嘉仁親王（大正天皇）：明治22年（1889年）11月3日（満10歳）
- 裕仁親王（昭和天皇）：大正5年（1916年）11月3日（満15歳）
- 明仁親王（上皇）：昭和27年（1952年）11月10日[1]（満18歳）
- 徳仁親王（今上天皇）：平成3年（1991年）2月23日[2]（満31歳）

明治42年（1909年）2月11日に、立太子にまつわる詳細を定めた「立儲令」が施行されたが、昭和22年（1947年）5月2日付けで廃止された。
「立太子」および「立太子の礼」については、皇室典範にも規定は無い。そのため、政教分離を定めた日本国憲法下では、その都度に天皇の国事行為（＝国の儀式）として行われることが閣議決定され、また国事行為として行われる儀式と宮中三殿への拝礼が分離されるよう配慮している。
なお、立太子礼は日本では宮中三殿で行われるが、中国では立太子の儀式の際は紫禁城の太和殿で行われていた。

## 直近3代の「立太子の礼」

### 裕仁親王（後の昭和天皇）の立太子の礼
大正5年（1916年）11月3日、大正天皇即位礼（前年11月）以来最初となる「明治節」（明治期の天長節、明治天皇の誕生日）の日に行われた。

#### 11月1日

##### 勅使発遣の儀（宮殿：鳳凰ノ間）
伊勢神宮へは掌典河鰭公篤、神武天皇陵及び明治天皇陵へは掌典久我通保をそれぞれ派遣。両者は5日帰京。

#### 11月3日

##### 賢所皇霊殿神殿に奉告の儀（宮中三殿）
大正天皇が立太子礼を行うことを神前に奉告（代拝：侍従清水谷実英）。

##### 賢所大前の儀（宮中三殿：賢所）
9時、大正天皇が賢所内陣の御座に出御、拝礼、告文、外陣の御座に移動。9時25分、皇太子裕仁親王が外陣に参入、内陣に拝礼、天皇に一拝。天皇より壺切御剣を拝受された。同時に立太子の詔書渙発、陸軍礼砲。9時35分、天皇入御、皇太子退出。
御　名　　御　璽
 　　　　　大正五年十一月三日
 　　　　　　　　　　宮  內   大  臣    男爵󠄂波多野敬直
 　　　　　　　　　　內閣總理大臣    伯爵󠄂寺 內 正 毅

##### 賢所皇霊殿神殿に謁するの儀（宮中三殿）
10時20分より、三殿に拝礼。侍従土屋正直が壺切御剣捧持。

##### 参内朝見の儀（宮中正殿）
両親の大正天皇と貞明皇后に拝謝。

### 明仁親王（後の第125代天皇、上皇）の立太子の礼

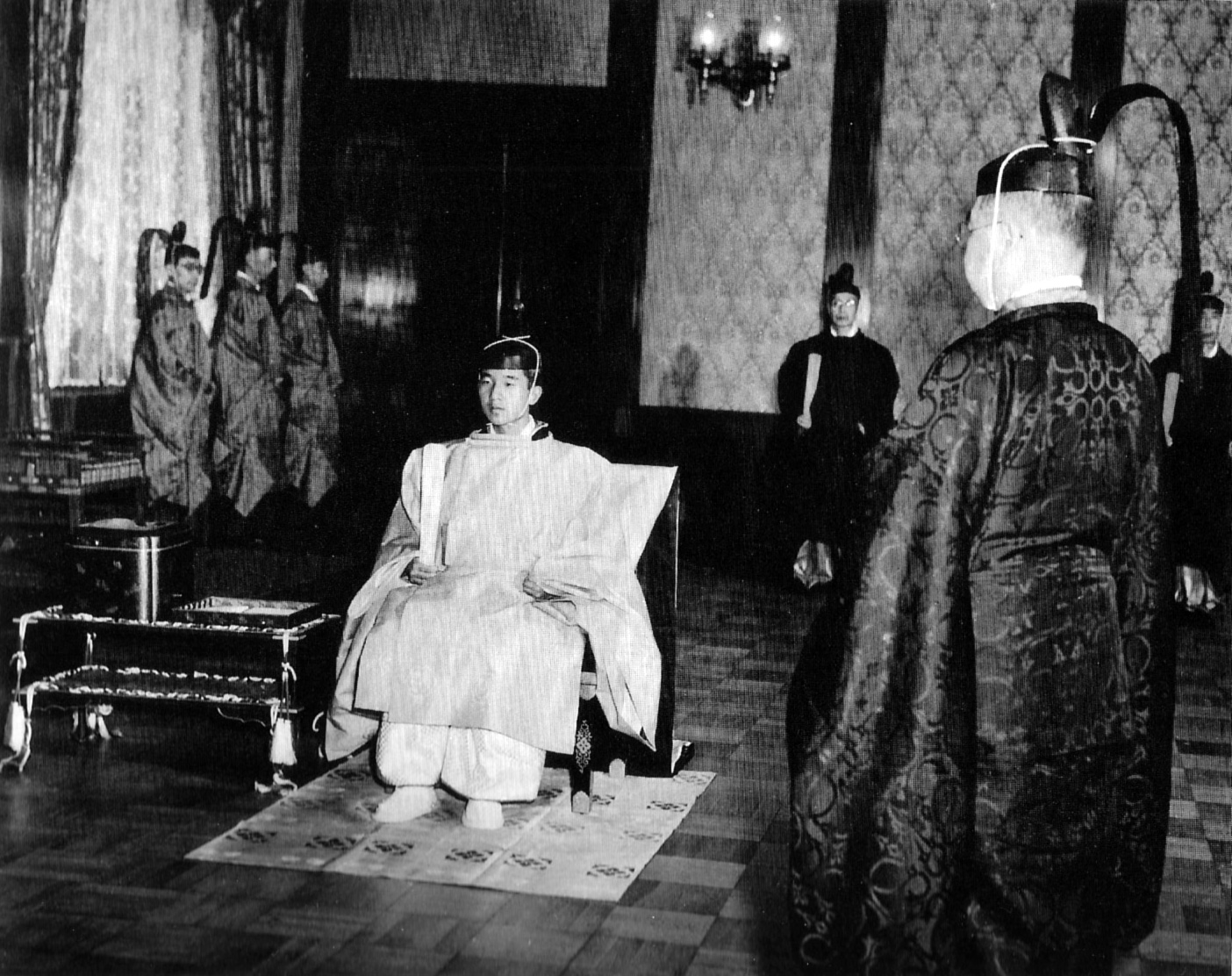
1952年（昭和27年）11月10日、明仁親王の立太子礼

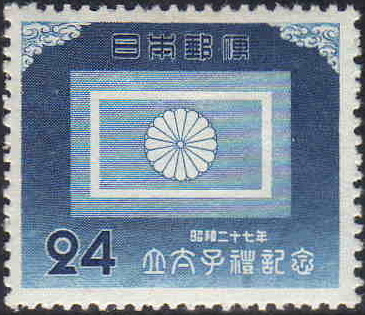
「立太子禮記念」24円切手

昭和27年（1952年）11月10日、継宮明仁親王の成年式と同時に行われた。同年4月28日の日本国との平和条約発効による主権回復（GHQ/SCAP被占領統治終了）後最初の国事であり、国民的な盛り上がりを見せた。
当日、立太子の礼に向かう親王の東宮仮御所から皇居までの移動は、馬車でのパレードが行われ、沿道には多数の市民が詰めかけた。

#### 11月10日

##### 親告の儀
昭和天皇と香淳皇后が立太子の礼を行うことを神前に報告。
なお、これ以前は側近による代拝だった。

##### 成年式 / 加冠の儀（仮宮殿：表北の間）
皇族に加え、吉田茂首相（第4次吉田内閣）を始め三権の長、都道府県知事（代理含む）、各国大使ら300名が出席。
国歌「君が代」の演奏とともに、黄櫨染御袍の昭和天皇、十二単略装の香淳皇后が入場。続いて、未成年の正装である闕腋袍に空頂黒幘を被った親王が入場。加冠役の侍従が、明仁親王の空頂黒幘を外し燕尾纓の付いた冠を被せた。その後、親王が成年の挨拶をし、吉田首相が寿詞を述べ、10時16分に儀式は終了した。この後、黄丹色の縫腋袍に着替えた明仁親王報道用の写真撮影が行われた。

##### 立太子宣制の儀（仮宮殿：表北の間）
10時45分、加冠の儀と同様の姿で入場を開始。11時5分、宣明役の田島道治宮内庁長官が「宣明」を読み上げ、親王が皇太子であることを宣言。皇太子親王は両親の昭和天皇と香淳皇后に拝礼し、吉田首相が寿詞を述べて、儀式は終了した。

##### 壺切御剣伝進の儀（仮宮殿：表拝謁の間→奥一の間）
昭和天皇が壺切御剣を三谷隆信侍従長を通じて、別室に待機する明仁親王に伝進した。
皇太子親王は宮中三殿を拝礼し、成年と立太子を奉告した。

##### 朝見の儀（仮宮殿：表西の間）
洋装で行われた。皇太子明仁親王が昭和天皇に感謝を述べ、順に酒を口にする。

##### 勲章親授の儀（仮宮殿：表拝謁の間）
昭和天皇から皇太子明仁親王に、大勲位菊花大綬章が親授された。
この後、皇太子親王は11月18日に伊勢神宮を、19日に畝傍陵を、20日に多摩御陵をそれぞれ拝礼し、立太子礼の終了を報告した。

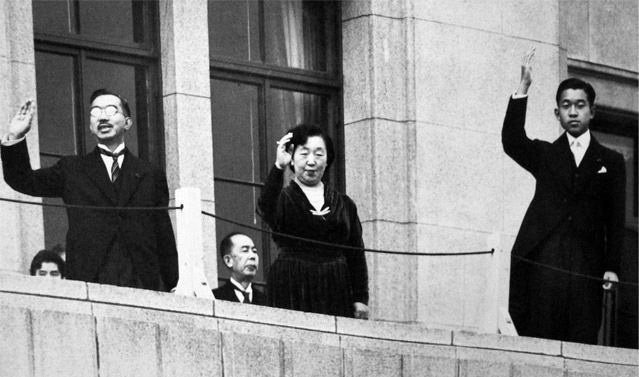
立太子後の一般参賀にて、国民の歓呼に応える

##### 一般国民の動き
当時の日本国民にとって、復興と希望の象徴であった親王の立太子は、大きな祝福を持って受け止められ、自治体と民間それぞれで多数の祝賀行事が催された。また、式典の最中に「当時の衆議院議長であった大野伴睦は感激のあまり号泣し、当時の吉田茂首相も涙で寿詞が途切れがちであった」という。
翌11日、皇居で一般参賀が行われ、合計5回20万人以上もの国民が皇太子親王を祝福した。特に、第1回目の参賀では、国民から自然発生的に国歌「君が代」の合唱が巻き起こった。
9日に発表された、皇太子の長期外遊（英国エリザベス2世女王戴冠式への参列など）への期待が高まるとともに、成年を機に、配偶者となる皇太子妃が誰になるか、"お妃候補"にも世論の大きな関心が高まっていった。

### 徳仁親王（後の第126代天皇、今上天皇）の立太子の礼

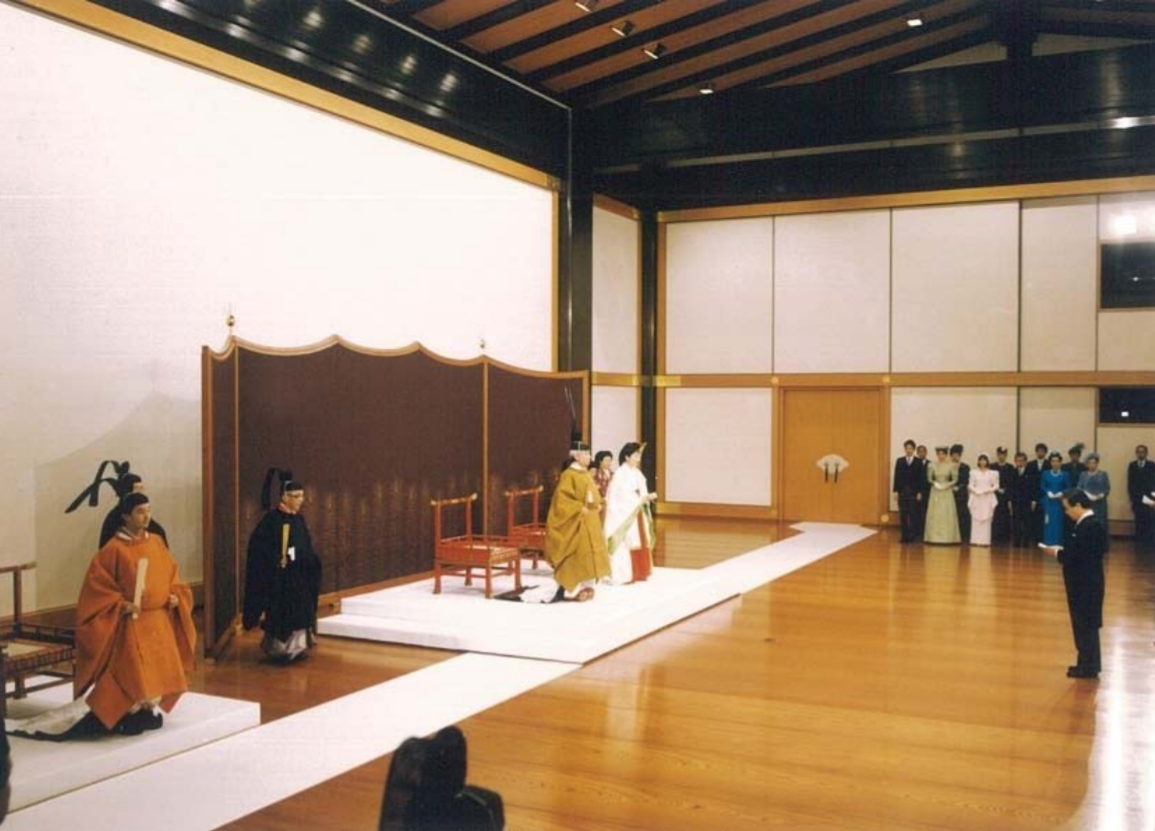
徳仁親王の立太子の礼において寿詞を述べる内閣総理⼤⾂海部俊樹（右端）
1991年2月23日

平成3年（1991年）2月23日、皇太子徳仁親王（当時）の満31歳の誕生日に行われた。なお、徳仁親王は天皇明仁の践祚時点（昭和64年1月7日）で成年に達していた。明仁の即位礼正殿の儀（1990年11月）ののち、立太子の礼が行われた。
これに先立つ1月8日の閣議決定により、「立太子宣明の儀」「朝見の儀」「宮中饗宴の儀」が国事行為たる立太子の礼（＝国の儀式）として行われることとなった。また、立太子礼のために9400万円が計上され、一方恩赦は行われなかった。
また、湾岸戦争の最中であり、「簡素に」との配慮がなされ、宮中饗宴の儀は大幅に縮小された。クウェート大使は招待されたが、イラク大使は即位礼に続き招待されなかった。特に翌2月24日には地上戦に突入するなど立太子礼当日は極めて緊迫した状況にあり、日本の国会議員20名余りに加え、19か国の大使が欠席する事態となった。

#### 2月23日

##### 賢所皇霊殿神殿に親告の儀（宮中三殿）
天皇明仁が立太子の礼を行うことを神前に報告。

##### 立太子宣明の儀（宮殿：松の間）
皇族に加え、海部俊樹首相（第2次海部改造内閣）を始め三権の長、都道府県知事（代理含む）、各国大使ら245名が出席。
天皇明仁は黄櫨染御袍を、皇后美智子は唐衣裳装束の略装を、皇太子は黄丹袍をそれぞれ着用した。
天皇が「宣明」を読み上げ、徳仁親王が皇太子であることを宣言。皇太子徳仁親王が決意の言葉を述べ、続いて海部首相が寿詞（よごと）を朗読して儀式は終了した。
宣明の儀に引き続き、鳳凰の間で、天皇明仁から皇太子となった徳仁親王に壷切御剣が親授された。また、正午には鳳凰の間で国会衆参両院で決議された賀詞が天皇に奏上された。

##### 賢所皇霊殿神殿に謁するの儀（宮中三殿）
皇太子徳仁親王が装束姿のまま宮中三殿に拝礼。

##### 朝見の儀（宮殿：松の間）
洋装で行われた。皇太子徳仁親王が両親の天皇明仁と皇后美智子に感謝と決意を奏上した後、九年酒を順番に口にし、儀式料理に箸を立てて終了した。

#### 2月24-25日

##### 宮中饗宴の儀（宮殿：豊明殿）
この後、皇太子徳仁親王は2月26日に伊勢神宮を、27日に神武天皇陵を、28日に昭和天皇陵をそれぞれ拝礼し、立太子礼の終了を報告した。